# West Pocomoke
West Pocomoke é uma Região censo-designada localizada no estado americano de Maryland, no Condado de Somerset.

## Demografia
Segundo o censo americano de 2000, a sua população era de 498 habitantes.

## Geografia
De acordo com o United States Census Bureau tem uma área de
24,9 km², dos quais 24,3 km² cobertos por terra e 0,6 km² cobertos por água.

## Localidades na vizinhança
O diagrama seguinte representa as localidades num raio de 20 km ao redor de West Pocomoke.